# Круталевич, Вадим Андреевич
Вадим Андреевич Крутале́вич (бел. Вадзім Андрэевіч Круталевіч; 1922—2006) — белорусский юрист, социолог, историк, педагог. Доктор юридических наук (1974), профессор (1987). Лауреат Государственной премии Республики Беларусь (2001).

## Биография
Родился 4 июля 1922 в крестьянской семье в деревне Малое Хоново (ныне — Могилёвский район, Белоруссия). Окончил Московский государственный университет (1950).
В 1974 году защитил докторскую диссертацию (БГУ; «Провал контрреволюционных планов создания белорусского буржуазного государства и образования БССР (окт. 1917 г. — февр. 1919 г.)»).
Участник Великой Отечественной войны/
С 1954 года старший научный сотрудник, заведующий сектором (1979) Института философии и права Академии наук Белорусской ССР. С 1989 года — ведущий научный сотрудник, с 1992 года — главный научный сотрудник Институт государства и права Национальной академии наук Республики Беларусь.
С 1996 года член Правового консультативного совета при Президенте Республики Беларусь.

## Научная деятельность
Занимался исследованием вопросов теории и истории государства и права, истории белорусского национального движения и государственного строительства в Белорусской ССР.

## Награды
Лауреат Государственной премии Республики Беларусь в области гуманитарных и социальных наук (2001) за цикл работ «История Беларуси :
провозглашение и становление белорусской державности (1917—1922 гг.)».